# Francesco Rossetti
Francesco Rossetti (Trento, 14 de setembro de 1833 – Pádua, 20 de abril de 1885) foi um físico experimental italiano.

## Biografia
Filho de Giovanni Battista, Rossetti iniciou sua educação em sua cidade natal Trento. Estudou então na Universidade de Pádua e, de 1854 a 1857, na Universidade de Viena, onde frequentou aulas de matemática, química e física, com pós-graduação ("Lehramtsprüfung") em física e matemática, orientado por Andreas von Ettingshausen. Dentre seus alunos consta Josef Stefan (que foi depois orientador de Ludwig Boltzmann) e Ernst Mach. 
Em 1857 começou a lecionar no Liceo di Santa Caterina em Veneza. Em 1860 foi contratado pela Universidade de Pádua. Tendo obtido licença de um ano do governo austríaco, passou o ano de 1864 em Paris, trabalhando no laboratório do físico e químico Henri Victor Regnault. Em 1866 foi professor extraordinário e em 1880 professor titular de física experimental na Universidade de Pádua. Foi decano da faculdade de ciências de 1876 a 1885. Foi membro da Academia Nacional das Ciências (Itália) desde 1879, da Academia Nacional dos Linces desde 1882 e de outras academias e sociedades científicas italianas e internacionais.
Sua atividade científica foi principalmente dedicada à eletrostática, eletroquímica e termometria de chamas. Publicou 42 artigos. Em 1862 foi orientador de doutorado de Andrea Naccari.

## Publicações selecionadas
- Sull'uso delle coppie termoelettriche nella misura delle temperature 1867.
- Sul maximum di densità e sulla dilatazione dell'acqua distillata, dell'acqua dell'Adriatico e di alcune soluzioni saline 1868.
- Sul magnetismo 1871.
- Uso della macchina di Holtz in alcune ricerche elettrometriche sui condensatori elettrici 1872.
- Sul potere specifico induttivo dei coibenti 1873.
- Nuovi studii sulle correnti delle macchine elettriche 1874.
- Sulla quantita di lavoro che viene utilizzato nello elettromotore di Holtz 1874.
- Indagini sperimentali sulla temperatura del sole 1878.
- Sul potere assorbente, sul potere emissivo termico delle fiamme e sulla temperatura dell'arco voltaico 1878.